# Campeonato Sul-Americano de Rugby de 2010
O Campeonato Sul-Americano de Rugby de 2010 foi a XXXII edição deste torneio, organizado pela Confederação Sul-Americana de Rugby (CONSUR), reunindo as equipes do continente em busca do título neste esporte. Suas partidas foram disputadas no Chile.
Tal como ocorreu em 2009, houve novamente uma divisão distinta entre duas fases de disputa. No final, a Argentina (que disputou a competição com os Jaguars) sagrou-se campeã pela trigésima primeira vez desta competição.

## Regulamento e participantes
Esta edição do CONSUR A (Sul-Americano Divisão A) teve a participação de cinco equipes. Enquanto Brasil, Chile, Paraguai e Uruguai jogaram a primeira fase entre si, a Argentina adentrou no torneio diretamente na segunda fase, onde enfrentou os dois melhores colocados da etapa anterior. A primeira fase recebeu o nome de "Copa Atilio Rienzi".
Esta edição da competição não previa descenso de categoria ao CONSUR B (Sul-Americano Divisão B).

## Partidas do Campeonato Sul-Americano de Rugby de 2010
Seguem-se, abaixo, as partidas que foram disputadas nesta competição.

### Primeira Fase (Copa Atilio Renzi)
| 13 de Maio de 2010 |         |        |          |
| Uruguai            | 26 – 10 | Brasil | Santiago |
|                    |         |        | Santiago |

| 13 de Maio de 2010 |        |          |          |
| Chile              | 42 – 6 | Paraguai | Santiago |
|                    |        |          | Santiago |

| 16 de Maio de 2010 |         |          |          |
| Uruguai            | 47 – 14 | Paraguai | Santiago |
|                    |         |          | Santiago |

| 16 de Maio de 2010 |        |        |          |
| Chile              | 31 – 8 | Brasil | Santiago |
|                    |        |        | Santiago |

| 19 de Maio de 2010 |         |       |          |
| Uruguai            | 46 – 19 | Chile | Santiago |
|                    |         |       | Santiago |

| 19 de Maio de 2010 |         |          |          |
| Brasil             | 23 – 18 | Paraguai | Santiago |
|                    |         |          | Santiago |

#### Classificação da Primeira Fase
| Seleção  | Vitórias | Empates | Derrotas | Pontos a favor | Pontos contra | Pontos +/- | Pontos |
| -------- | -------- | ------- | -------- | -------------- | ------------- | ---------- | ------ |
| Uruguai  | 3        | 0       | 0        | 119            | 43            | +76        | 9      |
| Chile    | 2        | 0       | 1        | 92             | 60            | +32        | 6      |
| Brasil   | 1        | 0       | 2        | 41             | 75            | -34        | 3      |
| Paraguai | 0        | 0       | 3        | 38             | 112           | -74        | 0      |

- Critérios de pontuação: vitória = 3, empate = 1, derrota = 0
- Uruguai e Chile classificaram-se para a segunda fase da competição

### Segunda Fase
| 21 de Maio de 2010 |        |         |          |
| Jaguars            | 38 - 0 | Uruguai | Santiago |
|                    |        |         | Santiago |

| 23 de Maio de 2010 |        |       |          |
| Jaguars            | 33 - 9 | Chile | Santiago |
|                    |        |       | Santiago |

#### Classificação da Segunda Fase
| Seleção | Vitórias | Empates | Derrotas | Pontos a favor | Pontos contra | Pontos +/- | Pontos |
| ------- | -------- | ------- | -------- | -------------- | ------------- | ---------- | ------ |
| Jaguars | 2        | 0       | 0        | 71             | 9             | +62        | 6      |
| Uruguai | 1        | 0       | 1        | 46             | 57            | -11        | 3      |
| Chile   | 0        | 0       | 2        | 28             | 79            | -51        | 0      |

- Critérios de pontuação: vitória = 3, empate = 1, derrota = 0
- A partida da primeira fase, entre Chile e Uruguai, foi válida para a segunda fase [6][7]

## Campeão
| Campeonato Sul-Americano de Rugby 2010 |
| -------------------------------------- |
| ARGENTINA Campeã (31º título)          |